# Fischer- und Webermuseum Steinhude

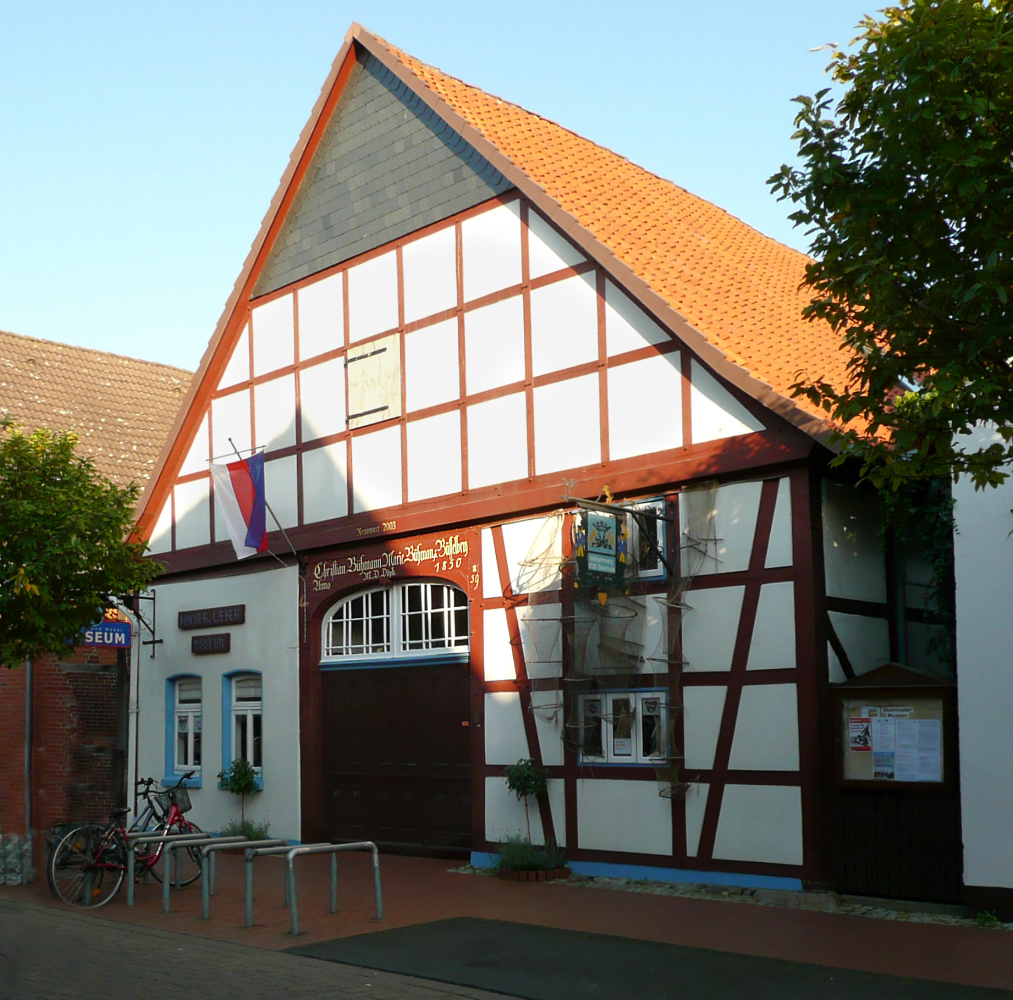
Das Fischer- und Webermuseum in Steinhude

Das Fischer- und Webermuseum Steinhude (eigentlich Steinhuder Museen. Fischer- und Webermuseum | Spielzeugmuseum) ist ein Museum in Steinhude, einem Stadtteil von Wunstorf in der Region Hannover in Niedersachsen. Es zeigt Exponate aus dem Leben der Fischer und Weber, wobei der Schwerpunkt auf den regionalen Besonderheiten am Steinhuder Meer liegt. Seit der Zusammenlegung mit dem Spielzeugmuseum Steinhude im Mai 2012 zeigt es auch Spielzeug.

## Fischer- und Webermuseum
Das Fischer- und Webermuseum in Steinhude wurde am 7. Mai 1989 vom Förderverein Fischer- und Webermuseum Steinhuder Meer e.V. eröffnet. Das 1850 errichtete Fachwerkhaus war bis 1984 bewohnt. Die Besitzer hatten über Jahrzehnte kaum etwas verändert, so dass die Einrichtung für das Museum mit dem ursprünglichen Mobiliar aus den vergangenen 100 Jahren übernommen werden konnte. Das Museum befasst sich mit dem Mischerwerb aus Fischfang und Weberei, was typisch für Steinhude war.

### Ausstellung
Der Besucher erhält einen Eindruck vom Leben einer Fischerfamilie. Die Raumaufteilung in Diele, gute Stube, Küche, Wohn- und Arbeitsstube, Schlafraum, Vorratskammer und Innenhof mit Ställen entspricht weitgehend der Bauzeit. Während die Räume im Erdgeschoss samt Mobiliar weitgehend in ihrem Originalzustand erhalten wurden, sind in den ehemaligen Ställen Ausstellungen zu Fischereigeschichte, Hausschlachtung und mechanischer Weberei eingerichtet. Im überdachten Innenhof sind ein Steinhuder Torfkahn und ein Angelboot aufgestellt. 
Das Museum zeigt die Schritte der Flachsverarbeitung, und im Dachgeschoss befinden sich ein Sonderausstellungsraum sowie ein großer Webraum mit vier funktionstüchtigen Webstühlen.

### Die Geschichte der Leineweberei in Steinhude
Viele Steinhuder übten schon im 17. Jahrhundert das Handwerk der Leineweber aus. Zur Regelung wurde 1728 die Weberzunft mit 45 Mitgliedern gegründet. Zu dieser Zeit standen in Steinhude 93 Häuser mit etwa 600 Einwohnern.
Auch im Museumsgebäude wurde am Handwebstuhl gearbeitet. Beim Bau 1850 wurde der Wohn- und Arbeitsraum für das Aufstellen eines Damastwebstuhls im hinteren Teil des Raumes erhöht. Dieser Webstuhl besaß einen hohen Aufsatz und an ihm arbeitete der Webermeister. Die Steinhuder Weber spezialisierten sich im 18. Jahrhundert auf Tischwäsche: auf den Damastwebstühlen wurden sogenannte Wilhelmsteindecken als Gebildweberei hergestellt.
Einen Eindruck von der Kunstfertigkeit der Weber im 18. Jahrhundert gibt das Hemd ohne Naht. Es wurde etwa 1728 von Johann Henrich Bühmann (1709–1773) in einem Stück gewebt, um die durch die Zunft vorgeschriebene Wanderjahre zu umgehen. Ärmel, Knopflöcher, Kragen und Bündchen entstanden beim Weben. 
Ausgestellt sind Zunftgegenstände wie ein Gesellenstab oder zwei zinnerne Krüge, „Willköm“ genannt. Aus dem Meister-Willköm der Steinhuder Weberzunft musste jeder neue Meister bei der Aufnahme trinken.

## Spielzeugmuseum
Das Spielzeugmuseum Steinhude wurde seit seiner Zusammenlegung mit dem Fischer- und Webermuseum Steinhude im Mai 2012 im umgebauten Spieker auf zwei Stockwerken eingerichtet. Es widmet sich dem Thema Kulturgeschichte des Spielzeugs und stellt das "Zeug zum Spielen" in den Kontext seiner Entstehungszeit.

### Ausstellung
Im Erdgeschoss sind historische Puppen aus zwei Jahrhunderten ausgestellt. Bürgerliche Mädchen wurden damit auf ihre vorgesehene Rolle als Dame des Hauses vorbereitet. Die feinen Puppen sind wenig benutzt worden. Bürgerliche Jungen schulten ihr technisches Verständnis mit Blechspielzeug. Im Spielzeug des 19. Jahrhunderts spiegelt sich ein traditionelles bürgerliches Familienmodell wider.
Der Rundgang im Obergeschoss des Spielzeugmuseums gibt einen chronologischen und thematischen Überblick durch die Kulturgeschichte des Spielzeugs mit Schwerpunkt auf Spielen. Das älteste gezeigte Objekt ist eine Miniaturkeule aus dem Mesolithikum mit Hinweisen auf eine Verwendung als Spielzeug. Das Museum betreibt einen Spieleverleih und nimmt an der jährlichen Veranstaltung Stadt, Land, Spielt! teil, dem bundesweiten Spieletag.